# Gouvernement d'Orel
1796–1928
Entités suivantes :
- Oblast du Centre-Tchernozem

Le gouvernement d’Orel (en russe : Орловская губерния) est une division administrative de l’Empire russe, puis de la R.S.F.S.R., située en Russie centrale avec pour capitale la ville d’Orel. Créé en 1796 le gouvernement exista jusqu’en 1928.

## Géographie
Le gouvernement d’Orel était bordé par les gouvernements de Kalouga, Toula, Tambov, Voronej, Koursk, Tchernigov et Smolensk.
Le territoire du gouvernement de Orel se trouve de nos jours principalement dans l’oblast d'Orel et celui de Briansk, quelques régions sont dans l’oblast de Lipetsk.

## Subdivisions administratives
Au début du XXe siècle le gouvernement d’Orel était divisé en douze ouiezds : Bolkhov, Briansk, Dmitrovsk, Ielets, Karatchev, Kromy, Livny, Maloarkhanguelsk, Mtsensk, Orel, Sevsk et Troubtchevsk.

## Population
En 1897 la population, russe à 99 %, du gouvernement était de 2 033 798 habitants.